# Olympic Green Hockey Field
Olympic Green Hockey Field – nieistniejący już obiekt do hokeja na trawie w Pekinie, stolicy Chin. Został wybudowany na Letnie Igrzyska Olimpijskie 2008. W 2017 roku został rozebrany, by zrobić miejsce pod kryty tor łyżwiarski.

## Historia
Budowa obiektu rozpoczęła się 28 grudnia 2005 roku i zakończyła w sierpniu 2007 roku, kiedy to na obiekcie odbyła się pierwsza impreza testowa rozgrywana w ramach przedolimpijskiego cyklu, tzw. „Good Luck Beijing”. Tuż obok głównego stadionu, mogącego pomieścić 12 000 widzów, wybudowano również mniejszy, o pojemności 5000 widzów. Oba stadiony gościły mecze hokeja na trawie w trakcie zawodów olimpijskich. Obiekt powstał obok areny łuczniczej oraz kompleksu tenisowego, wybudowanych również z myślą o igrzyskach olimpijskich.
W sierpniu 2008 roku na obiekcie rozegrano wszystkie mecze zawodów w hokeja na trawie w ramach Letnich Igrzysk Olimpijskich 2008 (zarówno turnieju kobiet (10–22 sierpnia), jak i mężczyzn (11–23 sierpnia)). Spotkania fazy grupowej odbywały się zarówno na głównym stadionie, jak i na mniejszym, o pojemności 5000 widzów. Mecze fazy finałowej rozgrywano wyłącznie na stadionie głównym.
We wrześniu 2008 roku na obiekcie rozegrano turnieje piłki nożnej pięcioosobowej oraz piłki nożnej siedmioosobowej w ramach Letnich Igrzysk Paraolimpijskich 2008.
Obiekt od początku przewidziany był jako tymczasowy. W 2017 roku, wraz z pobliską areną łuczniczą, został rozebrany. Następnie w jego miejscu wybudowano kryty tor łyżwiarski, powstały z myślą o Zimowych Igrzyskach Olimpijskich 2022.